# 樽見鉄道ハイモ230-300形気動車
樽見鉄道ハイモ230-300形気動車 （たるみてつどうハイモ230-300がたきどうしゃ）は、1985年（昭和60年）・1987年（昭和62年）に各1両が製造された樽見鉄道の気動車である。本項では1988年（昭和63年）・1992年（平成4年）に各1両が製造された増備車で扉構造が異なる樽見鉄道ハイモ230-310形気動車（たるみてつどうハイモ230-310がたきどうしゃ）についても併せて記載する。

## 概要
1984年（昭和59年）10月に日本国有鉄道樽見線を第三セクターに転換して開業した樽見鉄道が、増発、延伸などの車両需要増に対応して1985年（昭和60年）から1992年（平成4年）にかけて4両を製造した気動車である。形式名「ハイモ」は「ハイスピードモーターカー」の略、230は馬力表示の機関出力を意味している。開業時に投入したハイモ180-100形・ハイモ180-200形では、保守、運用の経済性を重視し、地方交通線用としてバスの部品を多用して富士重工業が開発したLE-Car IIの標準寸法を採用したが、ハイモ230-300形では車体長、幅が拡大され、ボギー車となった。引き続き車体にはバス用の部品が多用されている。エンジンはハイモ180-100形・200形のPE6Hをターボチャージャー付きとして出力を向上したPE6HT03が採用された。4両とも正面貫通式、両運転台、トイレなし、ロングシート で、最初の1両は客用扉が折り戸、2両目以降は引き戸となり、ハイモ230-310形に形式が区分された。2両目はハイモ230-302として落成し、ハイモ230-313登場時にハイモ230-312に改番されている。 ハイモ295-610形、ハイモ330-700形に置き換えられ、ハイモ230-301が2009年（平成21年）、ハイモ230-312が2011年（平成23年）、ハイモ230-314が2015年（平成27年）に廃車された。ハイモ230-312は廃車後ミャンマーに輸出、ハイモ230-314はJR貨物北陸ロジスティクスに譲渡された。

## 車体
富士重工業製のレールバスLE-Car IIとして15 m級の車体を初めて採用、台車もボギー式となった。LE-Carシリーズではバス用構体を流用したため全幅が2,440 mmとなっていたが、ハイモ230-300形では2台分の垂木を接合することで2,700 mmとなり、以降のLE-Carシリーズの標準寸法となった。前面は貫通式、乗務員室は左側に設けられ、ハイモ230-301には乗務員用扉が設けられたが、それ以外の車両では乗務員扉は省略された。ハイモ230-302以降の車両は前照灯と尾灯が角形となり、一体のケースに入れられている。ハイモ230-301では折り戸の、それ以外の車両では引き戸の客用扉が片側2か所、両車端に設けられた。扉間には中央部に下半分が引き違い式、上半分が平面窓固定式の幅1,600 mmの窓6組と運転台がない側の扉寄りに1,060 mmの同構造の窓1組が設けられた。引き戸が採用された車両では扉に隣接する窓は固定式となった。ハイモ230-301、302、313の外部塗装はハイモ180-100形・200形同様ブルーをベースに樽見鉄道の頭文字であるTを図案化した赤と白のストライプが窓下に描かれたもので、ハイモ230-312は池田満寿夫がデザインしたものとなった。
車内は全席ロングシートである。

## 走行装置

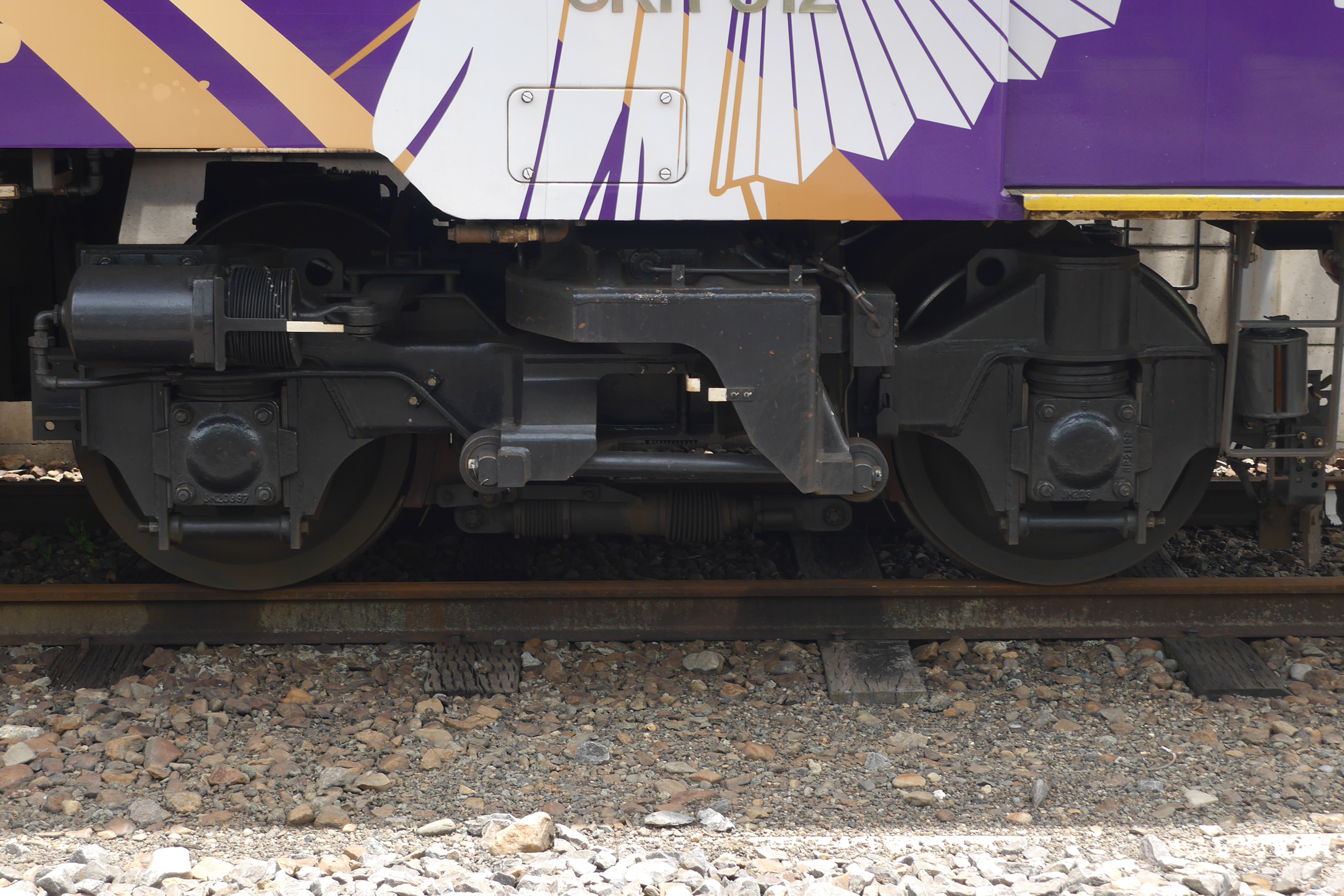
FU34系台車
写真は信楽高原鐵道SKR310形のもの

エンジンは、ハイモ180-100形・200形用のものにターボチャージャーを搭載して出力を向上した日産ディーゼル製PE6HT03ディーゼルエンジン（定格出力169 kW / 1,900 rpm）を1基搭載、動力は神鋼造機製SCAR0.91B液体変速機を介して2軸駆動の台車に伝達される。台車は上枕空気ばね、軸ばね式FU34D/Tが採用された。制動装置はSME三管式直通ブレーキが採用された。

## 空調装置
暖房装置はエンジン排熱を利用した温風式である。冷房装置はバス用のものを流用した能力25.6 kW（22,000 kcal/h）のICPU-023が設置された。

## 車歴
| 形式          | 車両番号      | 製造       | 新番号 | 改番       | 廃車       |
| ------------- | ------------- | ---------- | ------ | ---------- | ---------- |
| ハイモ230-300 | ハイモ230-301 | 1985年9月  | -      | -          | 2009年度   |
| ハイモ230-300 | ハイモ230-302 | 1987年9月  | 312    | 1988年12月 | 2011年3月  |
| ハイモ230-310 | ハイモ230-313 | 1988年12月 | -      | -          | 2018年11月 |
| ハイモ230-310 | ハイモ230-314 | 1992年9月  | -      | -          | 2015年12月 |

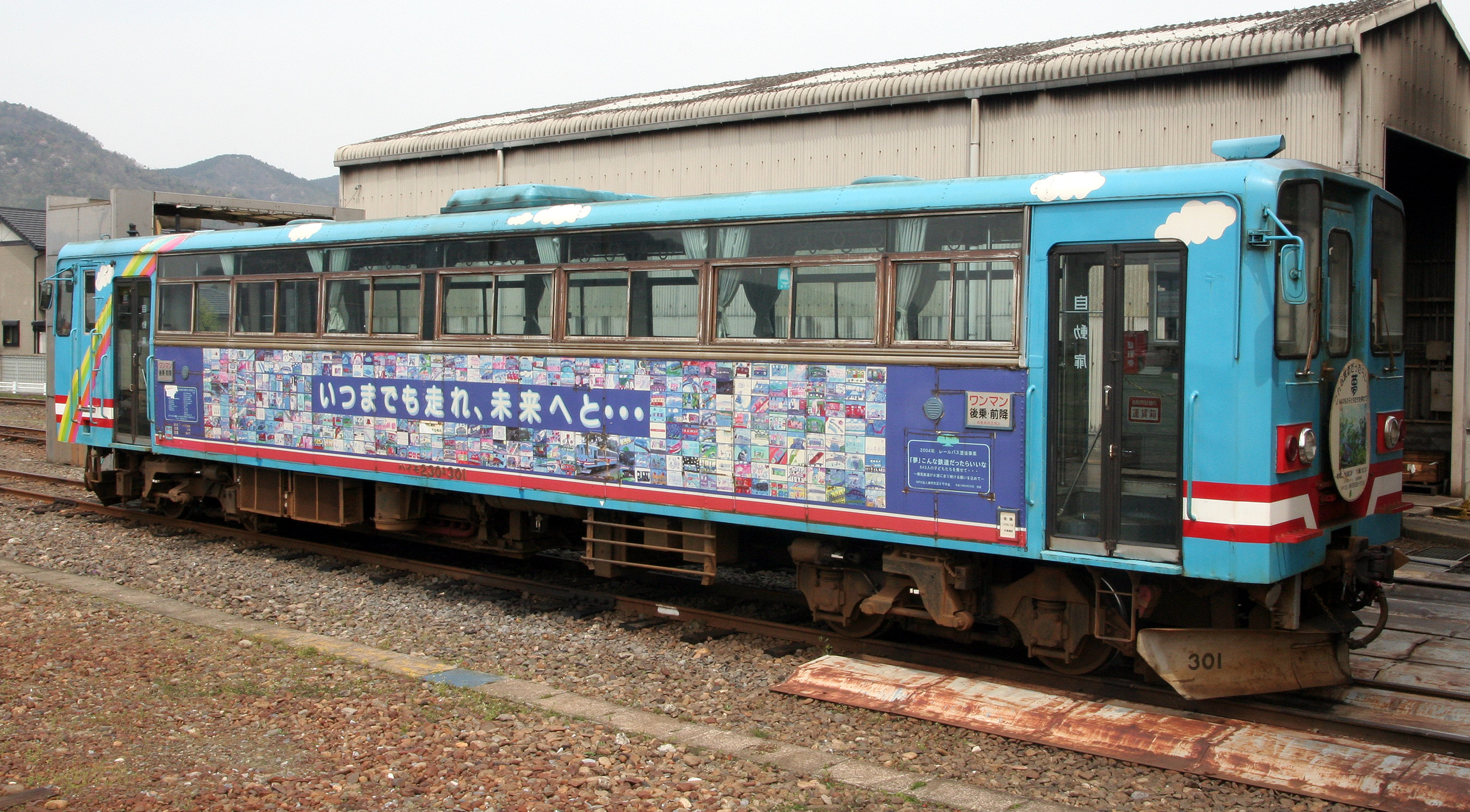
ハイモ230-301
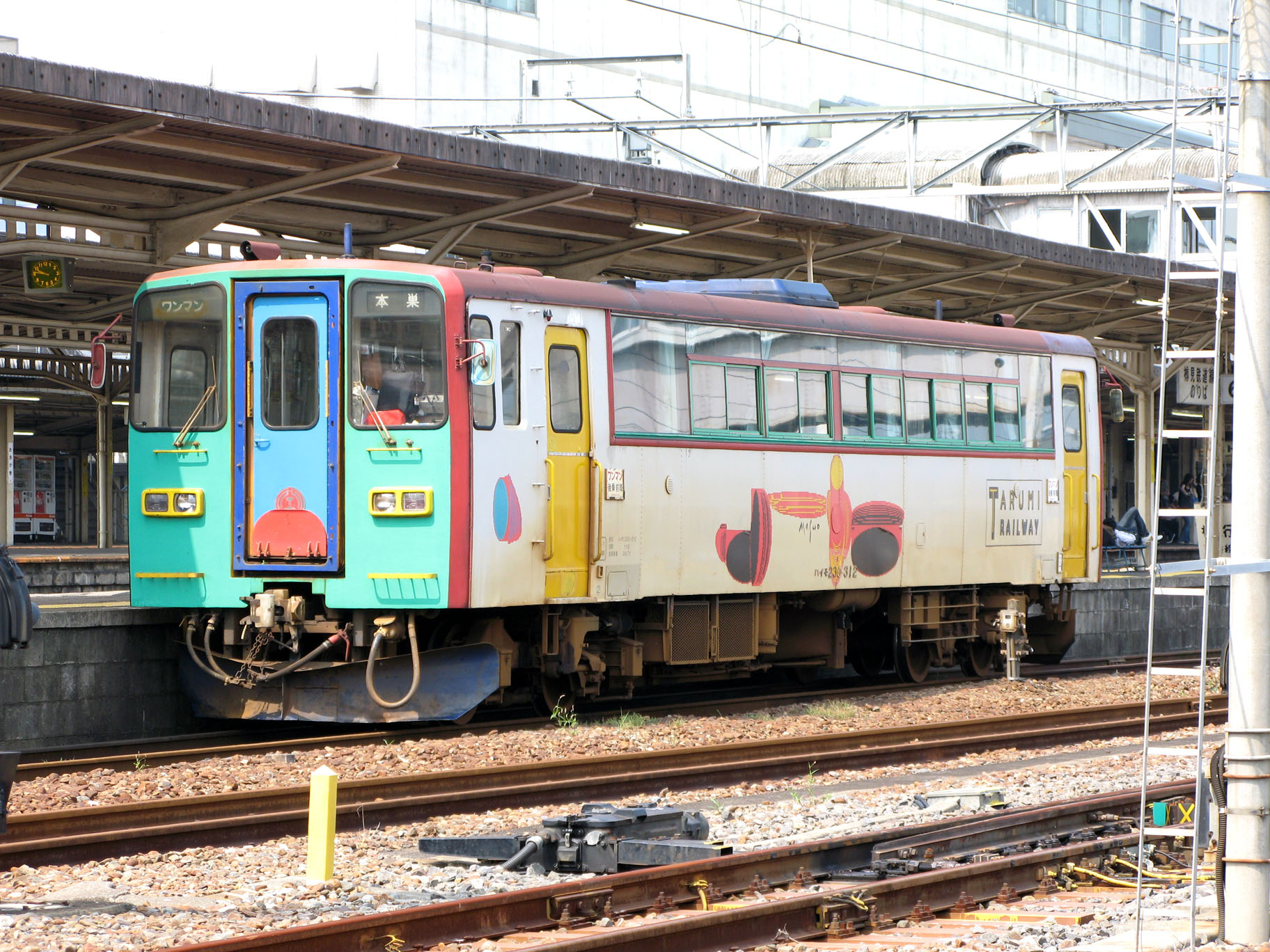
ハイモ230-312
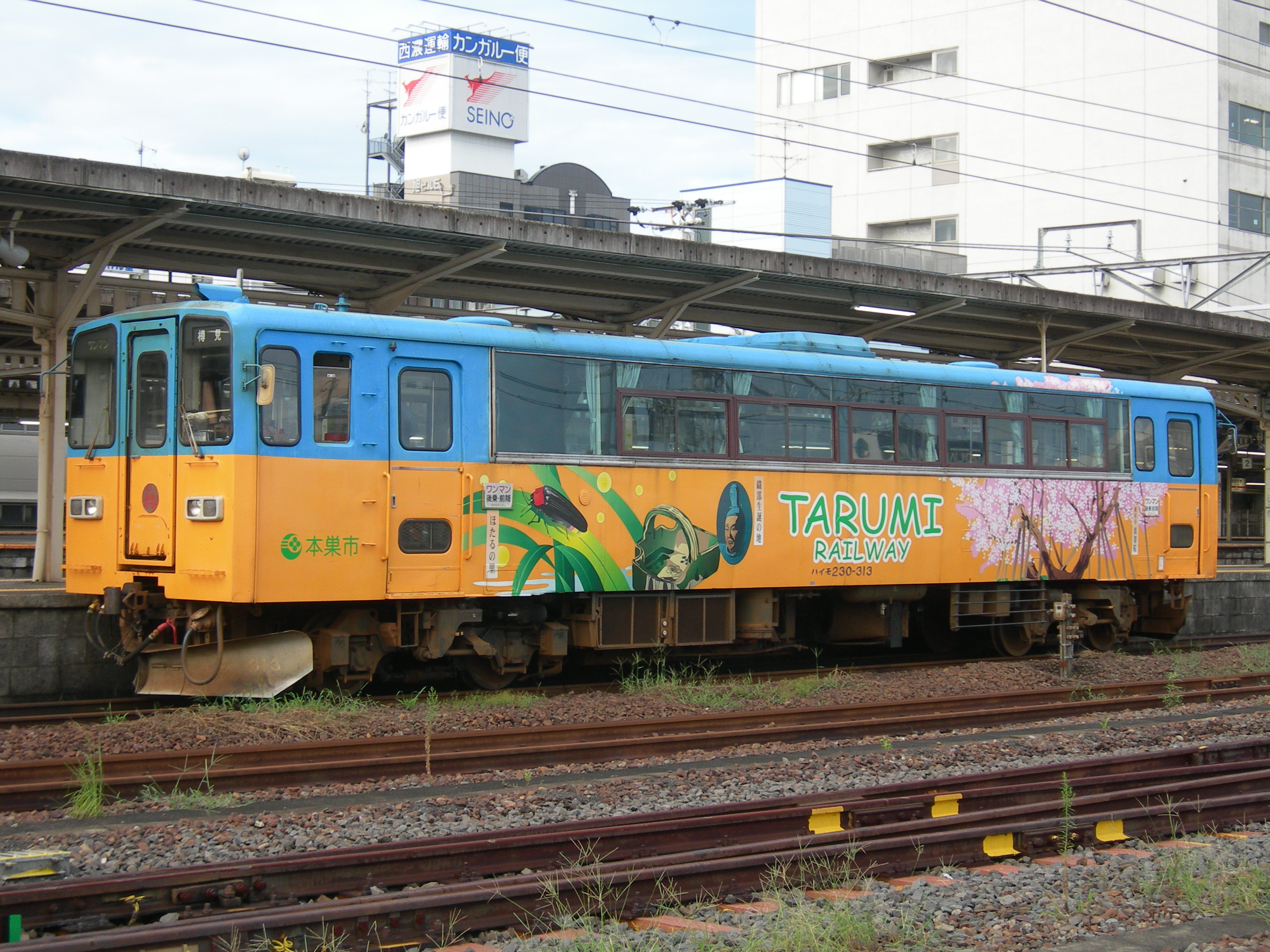
ハイモ230-313
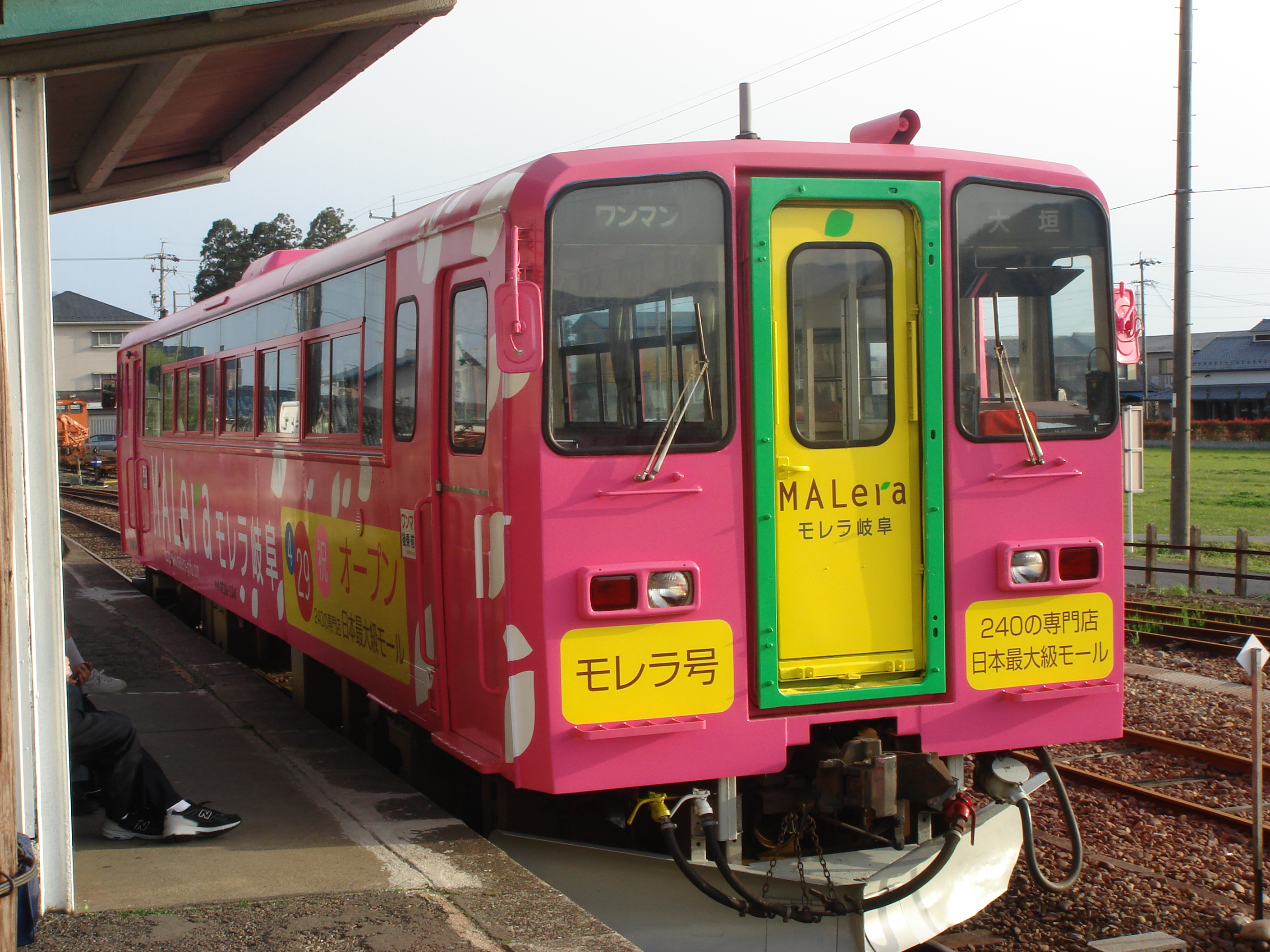
ハイモ230-314

## 運用

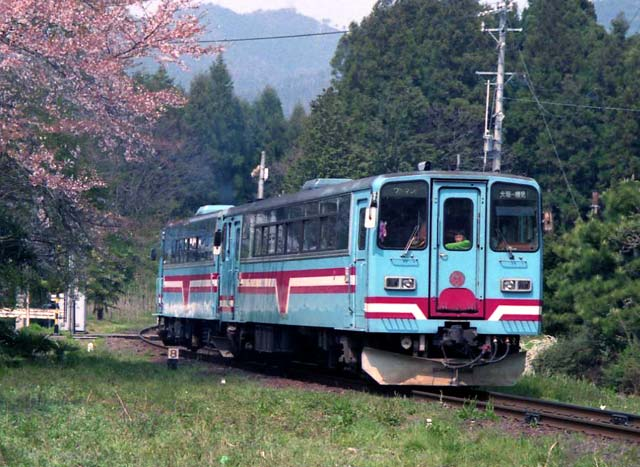
ハイモ230-310形2両編成の列車

樽見鉄道開業1周年の1985年（昭和60年）10月6日から運転を開始した。LE-Car IIの標準寸法を採用したハイモ180-100形・200形に対し、全長、全幅とも拡大され、当初は混雑時の列車を中心に運用された。LE-Car IIシリーズとして初めて15 m級の全長、2,700 mmの車体幅、FU34系ボギー台車を採用し、以降の他社車両でも標準的な寸法、仕様となった。当初は樽見線大垣駅 – 神海駅間で運用されたが、路線延伸に伴って運用範囲も拡大されている。1987年（昭和62年）には扉構造を変更した1両が増備され、1989年（平成元年）の神海駅 - 樽見駅間延伸開業に備えてさらに同構造の1両が追加されたが、この時から形式がハイモ230-310形に変更され、1987年（昭和62年）製の1両についても改番されている。1992年（平成4年）には最終製造となる1両が追加されたが、外部塗装が池田満寿夫デザインによるものに変更されている。301は2004年（平成16年）から窓下に沿線の子供の絵画を貼り付けて運転、312は1995年（平成7年）10月に池田満寿夫デザインの外装となった後、2007年（平成19年）から本巣市のPR塗装、313は旧根尾村の広告塗装、314は2006年（平成18年）からモレラ岐阜の広告塗装となった。新造車両に代替され、2009年（平成21年）から廃車が始まり、ハイモ295-617の就役によりハイモ230-301は2009年（平成21年）度中に廃車されるべきところ、補助金の規定により特別許可の上1か月延長して運転され、2009年（平成21年）4月に廃車された。ハイモ230-312は2011年3月に廃車後ミャンマーに輸出され、ハイモ230-313は2018年11月に廃車となり、形式消滅した。
ハイモ230-314は2015年12月に廃車後、JR貨物 北陸ロジスティクスに譲渡され販売されている。価格は税抜50万円(運送代は別)。

### 書籍
- 寺田 祐一『私鉄気動車30年』JTBパブリッシング、2006年。ISBN 4-533-06532-5。

### 雑誌記事
- 『鉄道ピクトリアル』通巻448号「新車年鑑1985年版」（1985年5月・電気車研究会）
  - 樽見鉄道（株）運輸部次長兼機関区長 大橋 邦典「樽見鉄道 ハイモ180-100形・ハイモ180-200形」 pp. 98-99

- 『鉄道ピクトリアル』通巻464号「新車年鑑1986年版」（1986年5月・電気車研究会）
  - 藤井 信夫、大幡 哲海、岸上 明彦「各社別車両情勢」 pp. 84-96
  - 鉄道ピクトリアル編集部「明知鉄道 アケチ１形」 pp. 119
  - 鉄道ピクトリアル編集部「樽見鉄道 ハイモ230-300形」 pp. 120
  - 「民鉄車両諸元表」 pp. 161-162
  - 「竣工月日表」 pp. 162-172

- 『鉄道ピクトリアル』通巻496号「新車年鑑1988年版」（1988年5月・電気車研究会）
  - 藤井信夫、大幡哲海、岸上明彦「各社別車両情勢」 pp. 118-133
  - 「竣工月日表」 pp. 216-226

- 『鉄道ピクトリアル』通巻515号「<特集> 台車」（1989年8月・電気車研究会）
  - 吉川文夫「日本の鉄道車両 台車の歴史過程」 pp. 10-15

- 『鉄道ピクトリアル』通巻534号「新車年鑑1990年版」（1990年10月・電気車研究会）
  - 藤井 信夫・大幡 哲海・岸上 明彦「各社別車両情勢」 pp. 68-72

- 『鉄道ピクトリアル』通巻582号「新車年鑑1993年版」（1993年10月・電気車研究会）
  - 藤井信夫、大幡哲海、岸上明彦「各社別車両情勢」 pp. 96-110
  - 「1992年度車両動向」 pp. 187-209* 『鉄道ピクトリアル』通巻612号「新車年鑑1995年版」（1995年10月・電気車研究会）
  - 藤井 信夫、大幡 哲海、岸上 明彦「各社別車両情勢」 pp. 86-101

- 『鉄道ピクトリアル』通巻597号「新車年鑑1996年版」（1996年10月・電気車研究会）
  - 藤井信夫、大幡哲海、岸上明彦「各社別車両情勢」 pp. 88-105
  - 「1995年度車両動向」 pp. 183-210

- 『鉄道ピクトリアル』通巻658号「<特集> レールバス」（1998年9月・電気車研究会）
  - 「第三セクター・私鉄向け 軽快気動車の発達 富士重工業」 pp. 28-31
  - 高嶋修一「第三セクター・私鉄向け軽快気動車の系譜」 pp. 42-55

- 『レイルマガジン』通巻230号付録（2002年11月・ネコ・パブリッシング）
  - 岡田誠一「民鉄・第三セクター鉄道 現有気動車ガイドブック2002」 pp. 1-32

- 『レイルマガジン』通巻250号（2004年7月・ネコ・パブリッシング）
  - 寺田 祐一「私鉄・三セク気動車 141形式・585輌の今!」 pp. 4-50

- 『鉄道ピクトリアル』通巻825号「鉄道車両年鑑2009年版」（2009年10月・電気車研究会）
  - 岸上 明彦「2008年度民鉄車両動向」 pp. 108-134

- 『鉄道ピクトリアル』通巻840号「鉄道車両年鑑2010年版」（2010年10月・電気車研究会）
  - 岸上 明彦「2009年度民鉄車両動向」 pp. 116-142
  - 「各社別新造・改造・廃車一覧」 pp. 212-225

- 『鉄道ピクトリアル』通巻855号「鉄道車両年鑑2011年版」（2011年10月・電気車研究会）
  - 岸上 明彦「2010年度民鉄車両動向」 pp. 123-154
  - 「各社別新造・改造・廃車一覧」 pp. 210-222

- 『鉄道ピクトリアル』通巻923号「鉄道車両年鑑2016年版」（2016年10月・電気車研究会）
  - 岸上 明彦「2015年度民鉄車両動向」 pp. 93-123
  - 「車両データ 2015年度民鉄車両」 pp. 215-227

### Web資料
- “樽見鉄道の車両”.   樽見鉄道. 2017年6月25日閲覧。